# 電界放出ディスプレイ

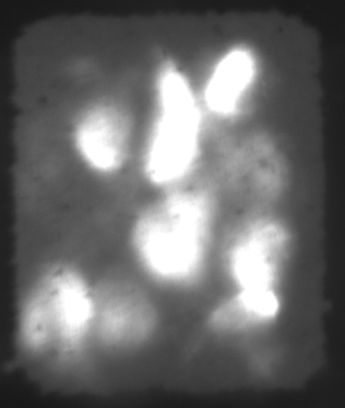
FED サブピクセル

電界放出ディスプレイ（でんかいほうしゅつディスプレイ、FED：Field Emission Display）とは画像表示デバイスの1つである。

## 特徴
- 電子の放出に電界電子放出を用いているため熱電子放出に比べて効率がよく低消費電力である。
- 画素ごとに電子放出部をもっているため高輝度と広視野角な画像が得られる。
- 電子放出部が薄く作れるため薄型ディスプレイ向き。
- 発熱が少ないため高寿命。

## 原理

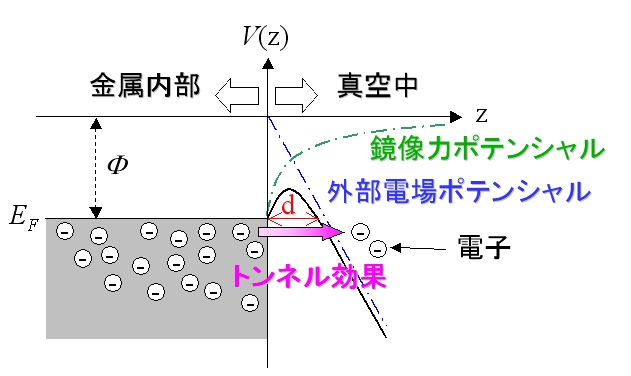
電界放出の原理図。

基本原理はブラウン管（CRT）と同じで陰極部分から電子を電界放出によって真空中に放出し、蛍光体へぶつけることで発光を得る。CRTとは異なり、FEDは各画素毎に電子放出部を持っている。またCRTは陰電極部分にフィラメントなどの熱陰極を使用しているがFEDは熱を加えることなく電子を放出することから冷陰極方式ともいわれる。
電界電子放出とは、外部から電界を加えることによりトンネル確率を上げることで固体表面から電子が放出する現象である。
電子が固体表面から真空中などの外部へ放出されるには固体の電子準位から真空準位になるまで仕事関数（Φ）分のエネルギーを与えられなければならず、それ以下のエネルギーでは鏡像ポテンシャルの壁に跳ね返されてしまう。そこへ外部から電圧を加えることで外部電場ポテンシャルが形成され、それと鏡像ポテンシャルの合成ポテンシャルの壁が出来上がる。すると、仕事関数以下の（合成ポテンシャルの山の分の）エネルギーで電子が固体表面から真空中へ放出されるようになる（ショットキー効果）。外部から与えられる電圧を大きくしていくと外部電場ポテンシャルの傾きは大きくなり、フェルミ準位EFを基準とした幅dの合成ポテンシャルの壁（図で言う幅dの山）ができる。
電子は粒子と波動の二重性を持っているためトンネル効果によって幅dの壁を抜ける電子が存在するようになる。ポテンシャルの壁を抜けた電子は外部電場ポテンシャルによって外部へ放出・加速されていく。
このとき、外部からの電圧を大きくすることによってポテンシャルの幅dは薄くなりトンネル確率は増加していく。また、固体の形状を円錐型やナノコイルなどの形状にすることで不平等集中電界を作り表面からのトンネル確率を増加させることができる。
こういった冷陰極はField Emitter Array（FEA）、あるいはエミッタという。FEAで有名なのは1960年代に米国・Stanford Research InstituteのCharles A. Spindtが開発した回転蒸着法（スピント法）を用いた円錐形状のスピントエミッタである。同じ突起形状でも円錐やピラミッド形状のSiを用いたFEAは米国海軍研究所の著名研究者でIVMC（International Vacuum Microelectronics Conference）を創設したHenry F. Grayが開発したためGrayエミッタ、モールド（鋳型）を用いるピラミッド等の形状を持つエミッタは転写モールドエミッタと呼ばれる。1990年代初頭にこの分野に新規参入してきた研究者や事情を知らないマスコミなどがSpindtという文字面からスピン→円錐→突起形状という連想で突起型すべてをスピントエミッタと思い込んだが、これは誤用である。最初にFEDを実物サンプルを試作したLETI、その製造試作ベンチャーPixtech社、アライアンスを組んだTI、双葉電子、モトローラ等がスピントエミッタを用いたため近年までFEDの実物サンプルは大部分スピントエミッタを用いていた。FEDでは、アノードとカソードと呼ばれる2枚のガラスの間に画素毎に電極を設置する。カソード側にマイクロディップとゲート電極を置き、マイクロディップとゲート電極の電位差によりマイクロディップ先端から電子が放出する。放出した電子をアノード側の陽極側に引っ張り、アノード側にある蛍光体に電子を衝突させることで発光を得る。

## 現状
FEDは原理的にCRTと同じ特性をもち、アノードとカソード間を数mm以下にできる。この特性と液晶ディスプレイやプラズマディスプレイよりも表示特性が良いことから、薄型表示デバイスの本命と長い間言われつづけてきた。しかし回転蒸着法エミッタ、即ちスピントエミッタでは先鋭で均一な先端形状を再現性良く作製することが困難でありエミッタの破壊などの課題があった。しかも大面積基板へのステッパ使用や超大型真空蒸着装置の必要性のため、低コストで作製することが困難であった。このため性能、コストの面でのハードルが高く液晶ディスプレイやプラズマディスプレイや有機/無機エレクトロルミネッセンスディスプレイや量子ドットディスプレイが薄型ディスプレイとして市場に出た2022年現在では試作品レベルにとどまっている。
高電圧で駆動する必要がある回転蒸着法エミッタに代わり、比較的に低電圧で電子放出が得られるカーボンナノチューブをエミッタとして使用したFEDも現在開発中である。

## 歴史
1990年からアメリカのキャンディセントが開発を始めていた。2000年にソニーがキャンディセントと共同でFED開発を発表。同時にThinCRTという商品名で13インチの試作品を公開した。しかしやはりコスト面での技術克服が難しく、その後は提携は解消されている。2004年6月にキャンディセントは破産。特許を含め残資産はキヤノンが買収。
2002年、双葉電子工業が8インチの試作品を公開。2004年には11インチでVGA表示可能な試作品を公開。主に車載向けに開発中とコメントした。2007年現在では3.0インチから11.5インチ横長サイズの製品が販売されていたが、2009年10月に新規受注・新規販売の中止が発表された。
日本では他にノリタケ伊勢電子、日立製作所、三菱電機の3社が提携してカーボンナノチューブを使ったFEDの開発をしているが2010年現在、製品化には至っていない。
サムスン電子はカーボンナノチューブを使ったFEDを2007年を目標に開発中としていた。
またカソード側の電子放出部を薄膜上の微細スリットから電子を取り出す表面伝導型電子放出素子ディスプレイ（SED）と呼ばれるFEDの一種をキヤノンが製品化する予定だったが、2010年5月に断念している。
エフ・イー・テクノロジーズはパイオニアのプラズマパネル工場を買収し、2009年末からFEDパネルを量産する予定だった。しかしながら2008年11月5日に取得を断念。2009年に会社自体を清算することとなった。

## 開発あるいは販売に関連する企業・団体
- 双葉電子工業
- ノリタケ伊勢電子
- サムスン電子
- フィリップス
- エフ・イー・テクノロジーズ（ソニーと投資ファンドテックゲートインベストメントの共同出資会社。2009年に清算）
- NHK放送技術研究所
- 産業技術総合研究所

## 参照
1. ↑  双葉電子工業
2. ↑  「FED事業の見直しおよび特別損失の発生に関するお知らせ」 - 双葉電子工業
3. ↑  2008年11月6日付南日本新聞記事

- A History of Field Emission Displays